# Bébé Kambou
Roméo Bébé Kambou, né le 1er juillet 1982 à Péni (Burkina Faso), est un footballeur burkinabé. 
Il mesure 1,87 m pour 85 kg et joue au poste de milieu de terrain.

## Carrière

### En club
| saison  | club                  | pays         | division           | matchs(buts) |
| ------- | --------------------- | ------------ | ------------------ | ------------ |
| -       | US FRAN               | Burkina Faso |                    |              |
| -       | ASFA Ouagadougou      | Burkina Faso |                    |              |
| -       | Racing Club de Bobo   | Burkina Faso |                    |              |
| 2003-04 | CS Louhans-Cuiseaux   | France       | Nat                | 21 (0)       |
| 2004-05 | FC Rouen              | France       | Nat                | 20 (2)       |
| 2005-06 | FC Rouen              | France       | Nat                | 21 (1)       |
| 2006-07 | FC Montceau Bourgogne | France       | CFA                | 22 (2)       |
| 2007-08 | AS Cherbourg          | France       | Nat                | 35 (1)       |
| 2008-09 | AS Cherbourg          | France       | Nat                | 30 (0)       |
| 2009-10 | FC Martigues          | France       | CFA                |              |
| 2010-14 | FC Montceau Bourgogne | France       | CFA2               |              |
| 2014-15 | AS Cherbourg          | France       | DH Basse-Normandie |              |

### International
- 17 sélections avec l'Équipe du Burkina Faso de football.

## Palmarès
- 2004 : Premier tour de la CAN 2004 en Tunisie avec le Burkina Faso
- 2007 : Demi-finaliste de la Coupe de France 2007 avec le FC Montceau Bourgogne

## Statistiques
- 62 matchs (3 buts) en National
- 22 matchs (2 buts) en CFA

Dernière mise à jour : 15 février 2008